# 닭똥집
닭똥집 또는 닭똥집 볶음은 닭의 모래주머니를 볶아 만든 요리이다.